# Vecsei János
Vecsei vagy Vetsei János (Halas, 1698 – Debrecen, 1763. december 1.) református lelkész, a Tiszántúli református egyházkerület püspöke 1758-tól haláláig.

## Életútja
Vécsey M. István református lelkész fia. Debrecenben tanult, ahol 1715. december 23-án lépett a felső osztályba és 1724. május 1-től július 10-ig főiskolai senior volt. 1724-ben a nagykőrösi református egyház költségén a külföldi akadémiákat látogatta Hollandiában és Svájcban. 1726. december 9-én Debrecenben lett pap, 1748. augusztus 13-án egyházmegyei jegyző és 1754-ben esperes, egyszersmind egyházkerületi főjegyző lett. 1758. április 26-án püspöknek választották. Meghalt 1763-ban, Debrecenben.
Egy műve ismertː Énekek...? (A Magyar nemzeti múzeumban levő vaskos kötetnek címlapja hiányzik, eleje is csonka; az első előszó vagy bevezetés végén ez áll: Debreczen, szeptember 10. 1762; a másiknak a végén: Hódmező-Vásárhely szeptember 1782. Tehát ez az előbbinek második kiadása lehet).